# Midsummer Moons
 (avril 2025).
Midsummer Moons est un album de compositions de John Zorn jouées par le duo de guitaristes Julian Lage et Gyan Riley.

## Titres
| No  | Titre                           | Durée |
| --- | ------------------------------- | ----- |
| 1.  | Sliver'd in the Moon's Eclipse  | 4:56  |
| 2.  | Moonlight Revels                | 3:57  |
| 3.  | The Envious Moon                | 5:24  |
| 4.  | By Moonlight at Her Window Sung | 3:42  |
| 5.  | This Lanthorn                   | 3:06  |
| 6.  | Ill Met by Moonlight            | 4:14  |
| 7.  | Moon Take Thy Flight            | 3:26  |
| 8.  | And the Wolf Behowls the Moon   | 3:44  |
| 9.  | Moonbeams                       | 4:01  |
| 10. | Wand'ring Moon                  | 5:42  |

## Personnel
- Julian Lage - guitare
- Gyan Riley - guitare